# 烏克蘭文學
烏克蘭文學（烏克蘭語：Українська литература）泛指由烏克蘭人創作，或以烏克蘭語寫成的文学作品。由于烏克蘭的民族背景多元，因此作品常有多种语言，主要包括烏克蘭语、俄語、混合语言等。
烏克蘭文學可追溯回基辅罗斯，當時就有古斯拉夫语和教会斯拉夫语的编年史和史诗。民間則有口語相傳的民俗故事。在烏克蘭哥萨克人引領下，烏克蘭當時曾繁荣一時，但在基辅罗斯沦陷后分裂：古斯拉夫语分裂为烏克蘭语、俄语和白俄罗斯语；政治上也被分为東西兩塊，並由各自的人民统治。隨著時間進展，以烏克蘭语写成的作品，诗歌、小说、戏剧等作品相继出版。19世纪起，烏克蘭民族运动和独立运动也蓬勃興起。不過從俄罗斯帝国到苏联政府，经常壓制烏克蘭语文學，並對作品的主题與表達形式多所限制。
烏克蘭文学有着悠久的诗歌、民间口語传说、编年史和戏剧传统，著名诗人會受全国支持。1989年，烏克蘭訂定烏克蘭語為官方语言。在1991年烏克蘭独立後，烏克蘭作家在选择主题和表达形式方面更加自由。過去罕見的类型，如性别、移民、2014年尊嚴革命後的社會意識等，也開始有作家與讀者。

## 定義
现代烏克蘭文学，主要以1987年苏联经济改革后與Bu-Ba-Bu社群開始相關活动為分界線。從语言論，烏克蘭文學主要分出烏克蘭語及俄語創作，但兩者同樣會在烏克蘭撰寫烏克蘭主題作品。以烏俄語撰寫、或是外国作家以烏克蘭语撰寫的作品，也屬於烏克蘭文學。其他還包括以克里米亞韃靼語撰寫、或烏克蘭人的外語作品等。
學界最近透過历史文献，發現許多塵封的烏克蘭文学，並重新評價其地位。俄罗斯文学也出現類似現象。从历史上看，烏克蘭文學与俄罗斯文學关系不斷變化的主因有：過去兩者並沒有明確獨立、分类标准多樣而繁雜、难以确定其归属等。烏克蘭獨立以来，以烏克蘭語出版的文學比例漸增；烏克蘭文學的趨勢，也走向去俄語化。

## 歷史

### 古代和中世紀

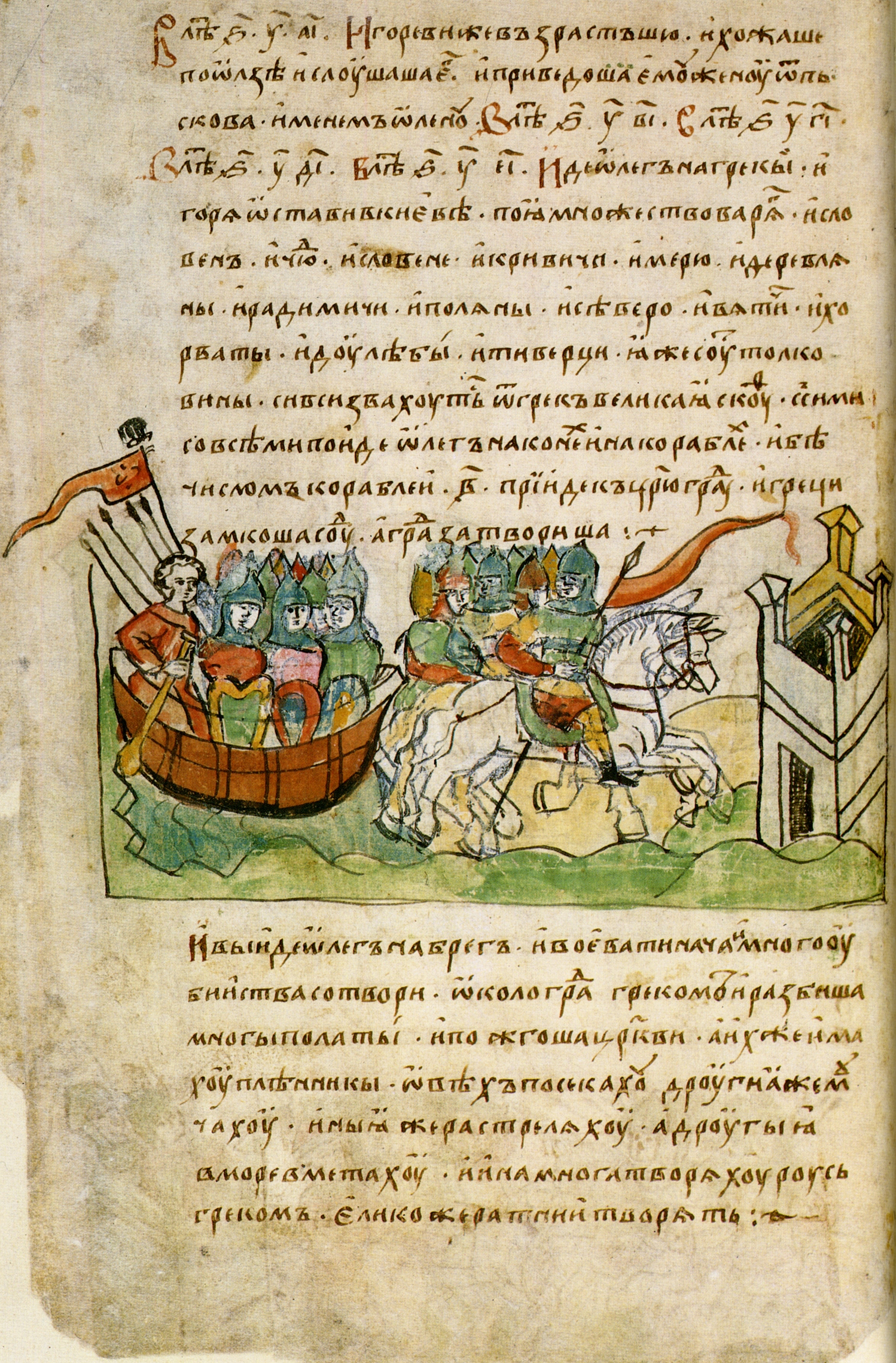
《原始编年史》

有關泛斯拉夫語祖先原始斯拉夫语的相關文獻付之闕如。斯拉夫人的起源則有多种说法，但普遍认为其源于奥得河、波罗的海、第聂伯河和多瑙河周圍地區，並靠近今日白俄罗斯和烏克蘭的边境。历史学家的著作，有详细记载斯拉夫人使用文字前的歷史；但針對公元前8世纪，斯基泰人所使用的斯基泰语，則缺乏碑文等直接記錄。公元前5世纪希羅多德的《历史》、公元前2世纪托勒密的《地理志》、還有老普林尼的《自然史》等著作，都記載可能為今日斯拉夫人的祖先民族。
斯拉夫语祖语的各地方言差异，自9世纪起開始变大、甚至獨立為個别语言。在9世纪，拜占庭帝国開始給斯拉夫語創立文字，作為書面語形式的古教會斯拉夫語（古斯拉夫语）也隨之出現。拜占庭帝国在基辅罗斯時期引入基督教，並翻译其相关书籍。翻译工作主要是由保加利亚帝国沦陷後，逃到羅斯的難民執行。他們當時負責把希腊原文翻译為斯拉夫语。翻译範圍有教会文献、世俗故事、编年史、战争史、诗書等。在基輔羅斯时期，古教会斯拉夫语主要用于教堂的礼拜仪式和文学；以此為基礎建立的古東斯拉夫語，則為日後民間烏克蘭語的基础。在識字率提高的背景下，僧人們開始撰寫編年史。基輔羅斯第一部历史着作《往年纪事》也就此出現。小說此時也逐漸興起。12世纪末的《伊戈尔远征记》是最早的古東斯拉夫語史詩。由吟游诗人演唱的沉思，起源可追溯至10世纪和11世纪的宫廷仪式和葬礼。
基辅罗斯在蒙古入侵後滅亡，首都基輔也成废墟。加利西亞-沃里尼亞王國則自此興起。該地首都利沃夫也藉著印刷出版，成為大公國的文化中心。14世纪，加利西亞-沃里尼亞王國解体，烏克蘭地区則由波兰王国和立陶宛大公国瓜分。当时的记录包括《基辅基輔編年史》、《加利西亚-沃里希连编年史》等。

### 15至18世纪

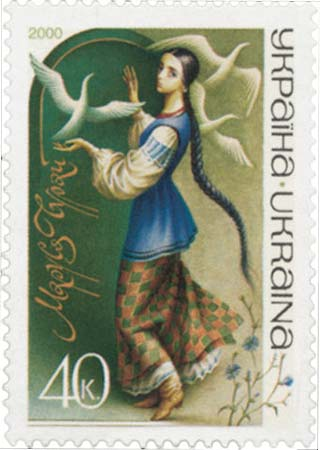
17世纪歌手與诗人瑪魯西婭·萩萊的邮票

哥薩克于15至16世纪出现，是烏克蘭文化的重要主题。烏克蘭哥萨克人在攻打鞑靼哥萨克人以及波兰人的過程中，组建了一支军事力量、于17世纪重建基辅；并在1615年，興建了佩乔尔斯克修道院印刷廠（基輔印刷廠）。诗人瑪魯西婭·萩萊為此寫過多首抒情诗，描写了与哥萨克人的悲戀、乡村生活的美丽等主题，並在作品傳達幸福与和平。
17世纪起，烏克蘭文学和俄罗斯文学之间的地区差异越加明显，其作為独立文学的地位也得以确立。哥萨克人在重建基辅後，建立了莫希拉神学院，並教授拉丁语，当时成為东正教世界第一所教育机构及高等教育中心。自蒙古入侵以来，东斯拉夫国家持續自外於西歐文化。但這樣的情勢在文艺复兴後得到改觀：作家们除了通曉拉丁语外，不同阶层和种族的学生，也开始阅读希腊和罗马经典著作。然而在17世纪，烏克蘭文學也逐漸走向世俗化。宗教相關的作品比例不斷下降、表現主題開始轉向人類、关注视域從歷史轉向現實、世俗教化的色彩也逐漸濃厚。這種轉變對18世紀的烏克蘭文學演變產生影響。
波兰巴洛克文化透过莫希拉学院传入基辅，烏克蘭巴洛克風格也由此建立。烏克蘭巴洛克风格在烏克蘭的建筑、绘画、文学等领域皆有所体现，並在烏克蘭發揮類似西歐文藝復興般的成果。第一部以烏克蘭口语写成的戏剧文学，也在此時問世。西歐文化在莫希拉学院後先传入基辅，再传入莫斯科。而烏克蘭文学，也受風靡一時的西歐浪漫小说和童话翻譯所影響，而走向世俗。烏克蘭启蒙俄罗斯的立场，一直延續到18世纪初。
哥萨克人逐漸形成一個民族，并建立了盖特曼国；但波兰帝国和俄罗斯帝国，最後瓜分了該國。1798年，伊万·科特利亚列夫斯基寫下了《艾涅依達》，讲述哥萨克重建国家的故事。這個史詩以口语写成，对烏克蘭文学表現有重要意义，並标志着近代烏克蘭文學的开端。

### 19世纪至20世纪初

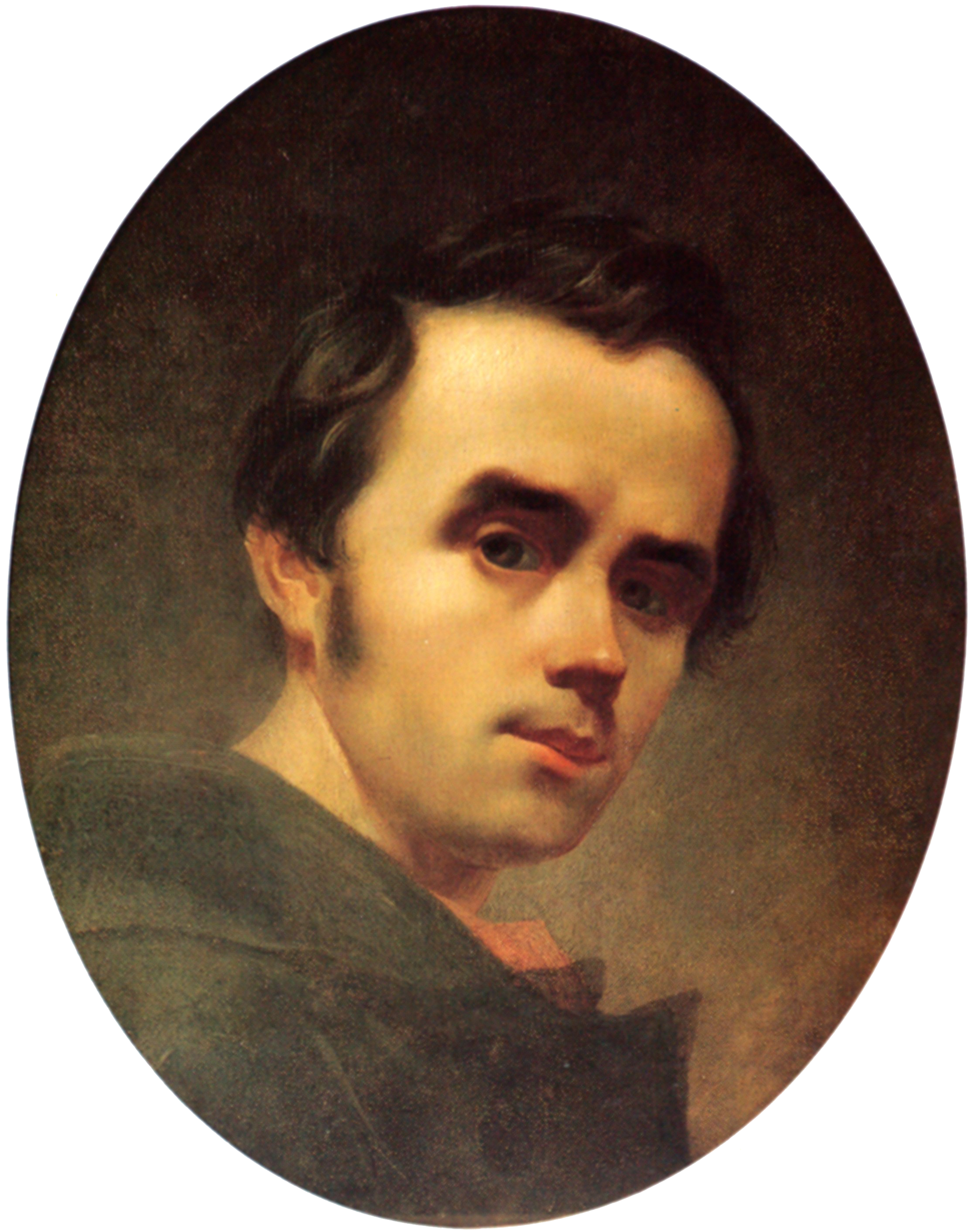
塔拉斯·谢甫琴科的自画像。他的繪畫，使其脫離農奴世家；他的诗歌，則成为烏克蘭独立象征

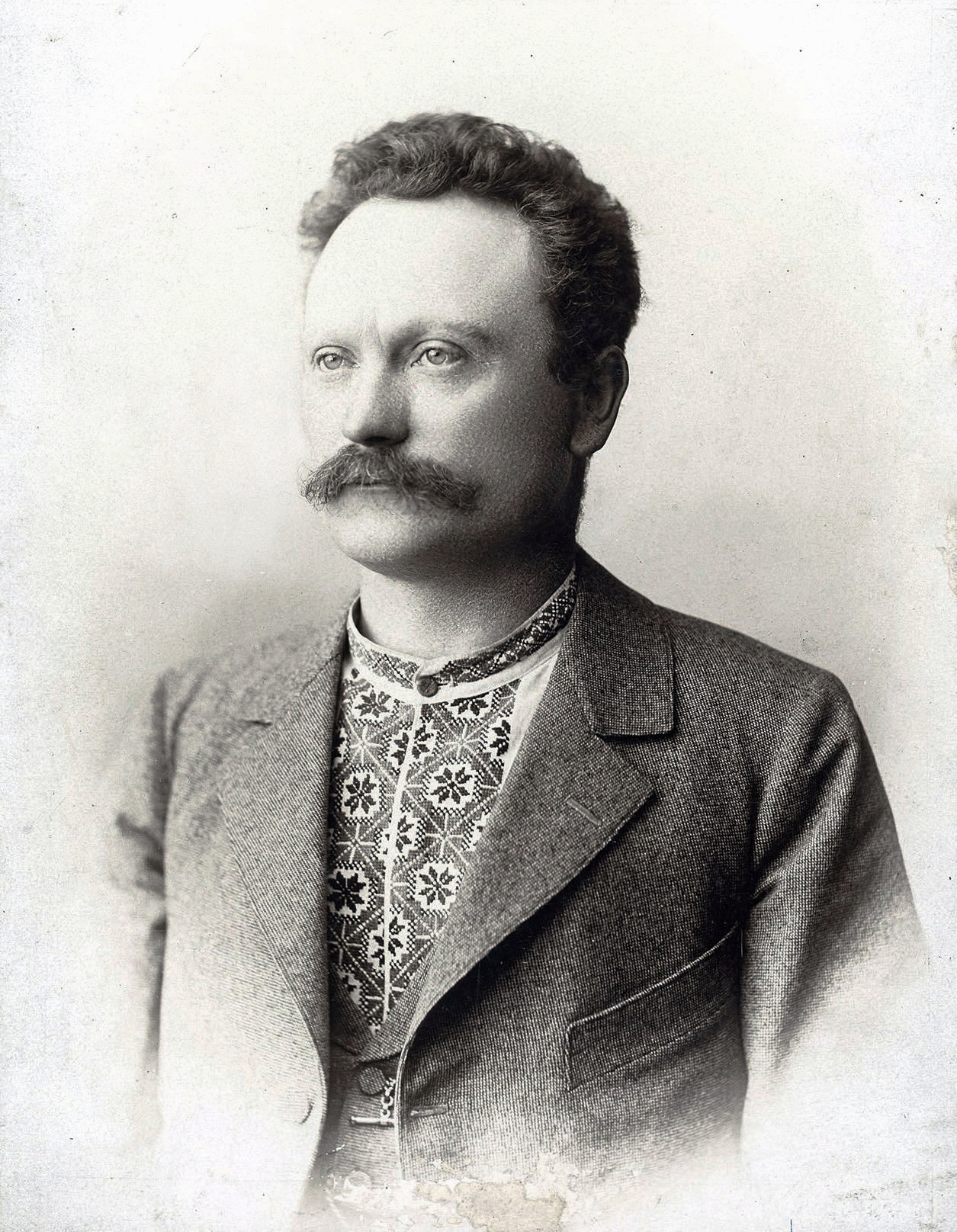
伊凡·弗兰科是民族运动的代表。他活跃于小说、评论、翻译、编辑、政治活动等多个领域。

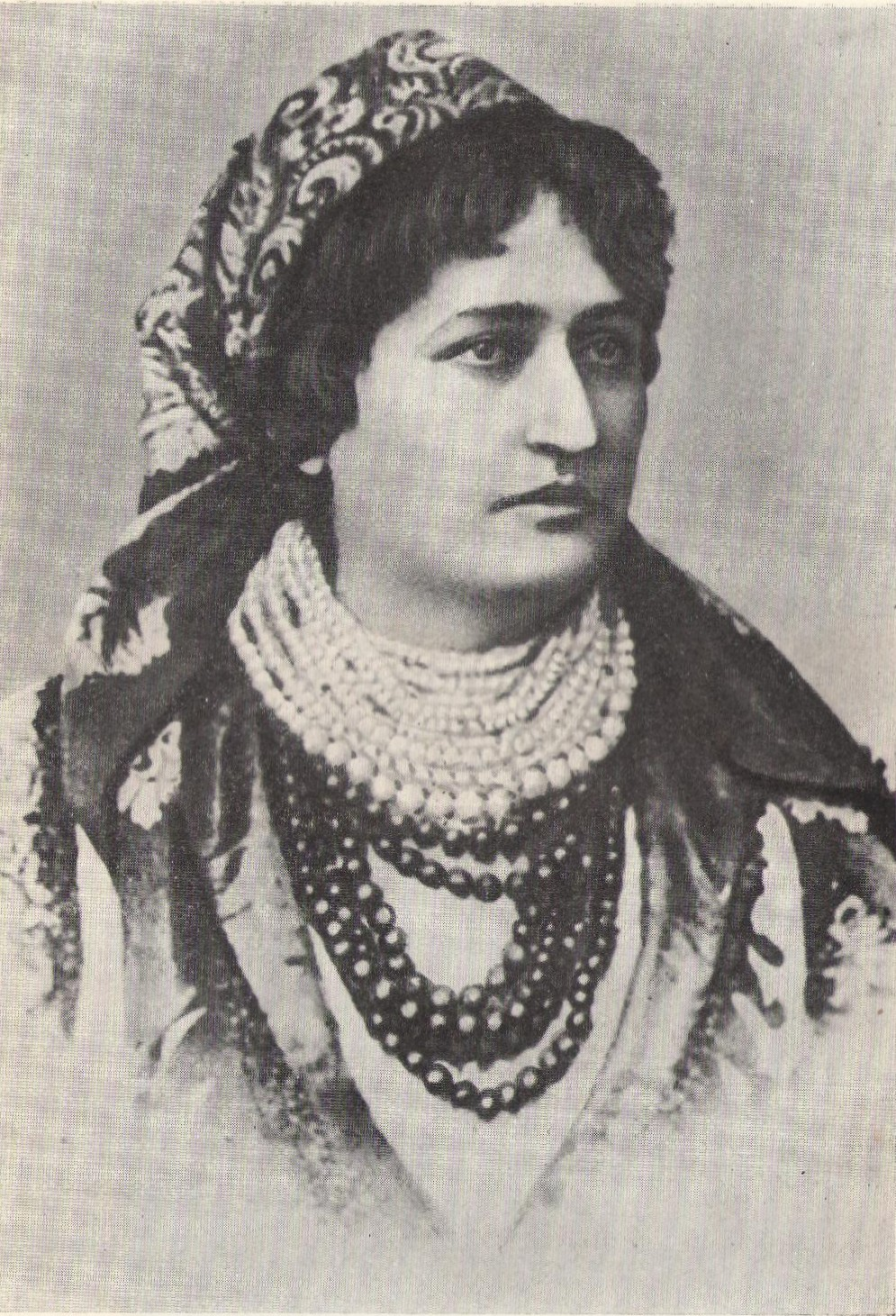
納塔利婭·科布倫斯卡提倡女性平等，並與奧萊娜·普奇爾卡编纂了第一本女性作家选集《Pershyi vinok》

此時的烏克蘭地区，大體上分为东西兩部份。東部由俄罗斯帝国占领，西部則由哈布斯堡帝国佔領。但無論東西部，該地的烏克蘭人，大多是生活艰苦的农民。東部的俄罗斯還存有农奴制；西部的哈布斯堡，虽然解放了農奴，但當地的波兰统治阶级（什拉赫塔）依舊持續壓迫農民。在这种背景下，拥有共同文化和语言的人们，開始興起民族运动；受东西分裂的群体，也逐漸形成共通的烏克蘭認同。
烏克蘭民族主义运动源於知識階層。作家和历史学家受浪漫主义影响，開始講述當地的民俗傳說、民歌、哥萨克文化等。诗人塔拉斯·谢甫琴科用烏克蘭语，演唱了他多熱愛烏克蘭、還有多反對俄罗斯。東部的谢甫琴科加入了政治組織濟利祿及默多狄兄弟會。沙皇政府旋即逮捕组织成员，谢甫琴科也遭流放。但隨後祕密社團Hromada（「社区」）成立，濟利祿及默多狄兄弟會的活動也獲延續。對此，帝国政府以持續镇压烏克蘭民族运动回應：1863年至1871年，帝国政府全面禁止烏克蘭出版品；即使在1876年通过埃姆斯政令後，烏克蘭语作品也依舊禁止出版。许多知识分子，因此西迁到哈布斯堡的领土。
東西烏克蘭人間的交流漸增。19世紀末到20世紀初，西部哈布斯堡的加利西亞成為烏克蘭民族主義的中心。流亡到瑞士的思想家米哈伊洛·德拉霍馬諾夫出版了烏克蘭語雜誌《Hromada》（「市镇」），並在利沃夫大學學生間傳開。作家伊万·弗兰科受德拉霍馬諾夫影響，在創作之餘也投身民族運動。1890年，他成立了烏克蘭基進黨，是近代史上首個主張烏克蘭統一的政黨。1894年，利沃夫大學米哈伊尔·格鲁舍夫斯基開始講述烏克蘭史，並產出多份烏克蘭語作品和相關研究。格鲁舍夫斯基此時發表了兩本烏克蘭通史，分別為《烏克蘭民族史概說》與《圖解烏克蘭民族史》。谢甫琴科將哥薩克的認同帶到烏克蘭西部，並成為橫跨烏克蘭東西部的代表性詩人。。納塔利婭·科布倫斯卡與奧萊娜·普奇爾卡則在1887年，編篡了烏克蘭第一部女作家選集《Pershyi vinok》（第一輪花環）。一些烏克蘭知識分子和政治家駐紮在維也納，出版了《魯塞尼亞展望》（後來的《烏克蘭展望》）雜誌，呼籲德語圈大眾支持烏克蘭獨立。

### 俄国革命與苏联
1917年俄国革命后，烏克蘭內部多权并存，同時也建立了首個以烏克蘭为名的国家。烏克蘭人民共和国的官方語言，除烏克蘭语外，還有俄语、波兰语、意第绪语等。尽管时间较短，但还是发展出多民族、多语言的文化。乌克兰苏维埃社会主义共和国随后成立，并于1922年成为苏联的加盟國。

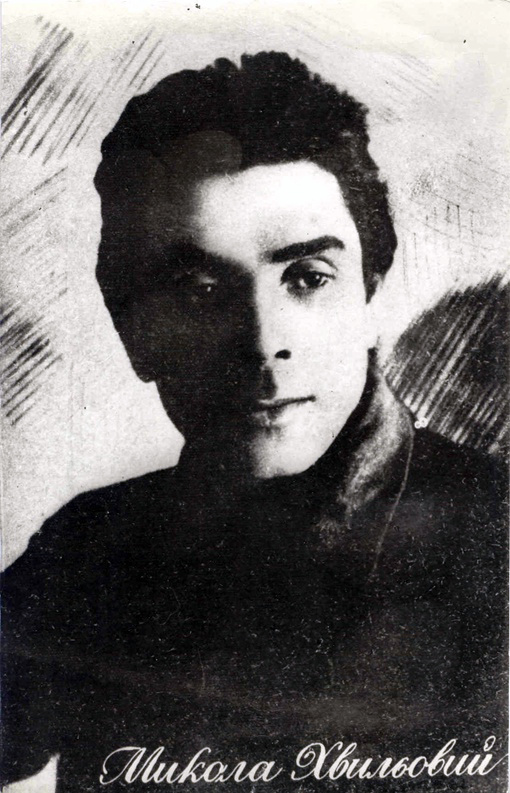
在史達林政权压迫下自杀的米科拉·赫维廖维

加入苏联後，共产党持續干涉烏克蘭，使烏克蘭文学受到损害。审查制度也同時规定作品的主题。1920年代，烏克蘭內部開始興起一場場文化復興运动。但在约瑟夫·斯大林掌政，並發動大清洗後，運動嘎然而止。许多烏克蘭作家，也在大清洗中受到壓制。後世以被處決的文藝復興泛稱該时期的文化人物和作品。語言上，烏克蘭有時为了和俄语相容，查禁了烏克蘭语字母、與烏克蘭作家的书籍；在内容上，則呼吁更加强调社會主義現實主義，当局鼓励创作通过共产党的领导，来解决苏联经济问题的小说。

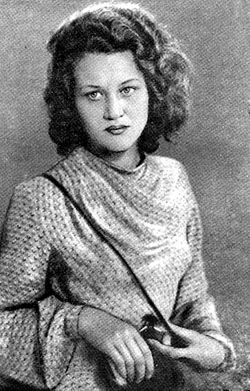
莉娜·科斯滕科与同时期出道的作家並称为「六零人」

1963年史達林政权结束后，彼得·谢列斯特被任命为烏克蘭共產黨第一书记。为提高烏克蘭在苏联境内的地位，谢列斯特開始發展烏克蘭化运动，烏克蘭文化也随之复兴。这时期出道的作家，開始對單調的社會主義現實主義生厭，並希望有所創新。此時的新生代作家也被称作六零人。然而在1970年代到1980年代，列昂尼德·勃列日涅夫開始掌政，烏克蘭语再次受到压制。講俄語在教育和就业方面享有優勢，而講烏克蘭語的知识分子，则會被怀疑是異議份子。多數作家因此再度走回社會主義現實主義的老路。

### 現代
1986年的切尔诺贝利核事故，使烏克蘭人開始不信任蘇聯的莫斯科政府，並令他们更加认同烏克蘭。1986年，尤里·安德鲁霍维奇等人创立了诗人团体Bu-Ba-Bu，并广受欢迎。这一时期被普遍认为是现代烏克蘭文学的开端。1986年，在烏克蘭作家联盟代表大会上，烏克蘭的状况開始上討論桌，大會中也提出了诸如改变字母表、增加出版物、改善教育、將烏克蘭语定为国语等要求。1980年代末，苏联陷入动荡，经历1960年代的運動家們，领导了烏克蘭作家联盟，和烏克蘭语学会的变革运动。1989年《语言法》通过，正式承认烏克蘭语、並將烏克蘭语定为烏克蘭共和国的官方语言。
《语言法》大大改善了烏克蘭文学的创作环境。作家活動蓬勃發展，並開始將文學創作自由表達、民族身份等概念聯繫起來。1991年苏联解体后，烏克蘭获得独立，艺术家们開始创作魔幻現實主義和后现代主义的作品。恐怖小说、科幻小说、日记、游记和短篇小说也流行起来。此外，烏克蘭还重新评价了20世纪，在蘇聯時代被忽視的早期作品。2014年，尊严革命推翻了維克托·亞努科維奇政府并導致俄乌战争，反映當時社会状况的作品也不斷出現。

## 作品形式

### 诗歌

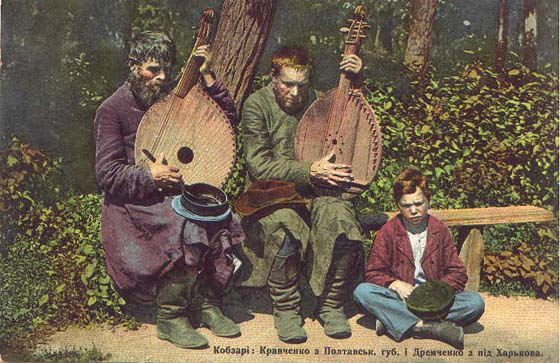
吟游诗人科布扎尔。在过去，许多科布扎尔都是盲人。

烏克蘭文學的詩歌體，最早考追溯至12世纪末的史诗《伊戈尔远征记》。其描述了伊戈尔·斯维亚托斯拉维奇，与游牧的波洛维茨人之间的战斗。该曲创作技巧复杂，在同时代作品中独树一帜，並与《尼伯龍根之歌》、《罗兰之歌》等并列，获得高度赞誉。尤其是对伊戈尔的妻子雅罗斯拉夫娜，因担心他的安全而发出的哀叹，被称赞为富有抒情性。
哥萨克时期见证了文学和民间艺术的发展。瑪魯西婭·萩萊的诗歌和歌曲，則影响了烏克蘭音乐。15至17世纪之间，哥萨克人创作了沉思。沉思由游吟诗人演唱；其中又分為两类：分別為使用班杜拉琴或者科布扎琴的科布扎尔人，以及使用里拉琴的里尔尼克人。沉思內容涉及廣泛，包括描写战争與囚禁的史诗、描写日常生活與家庭社會的抒情诗、宗教诗、描写民族运动和社会斗争的诗歌等。后来，沉思作為音乐会艺术而傳承下去，其歌手會在基辅音乐学院接受培训。
烏克蘭巴洛克时期出现了复杂的语言游戏，包括字母诗（在单词或行首使用字母表中的字母）、由开头字母组成的離合詩、可双向阅读的回文诗（raki）等。19世纪，作曲家米科拉·李森科收集了烏克蘭民歌，创作了一部烏克蘭语歌剧。
历史歌谣也是17世紀烏克蘭民間文學的代表。其融合了抒情诗和叙事诗的特點，詩詞規則也較嚴謹。內容則以擺脫異族統治、爭取自由、反應民間生活等為主題。这类詩歌在17世紀的盛行，成為其於18至19世紀蓬勃發展的基礎。

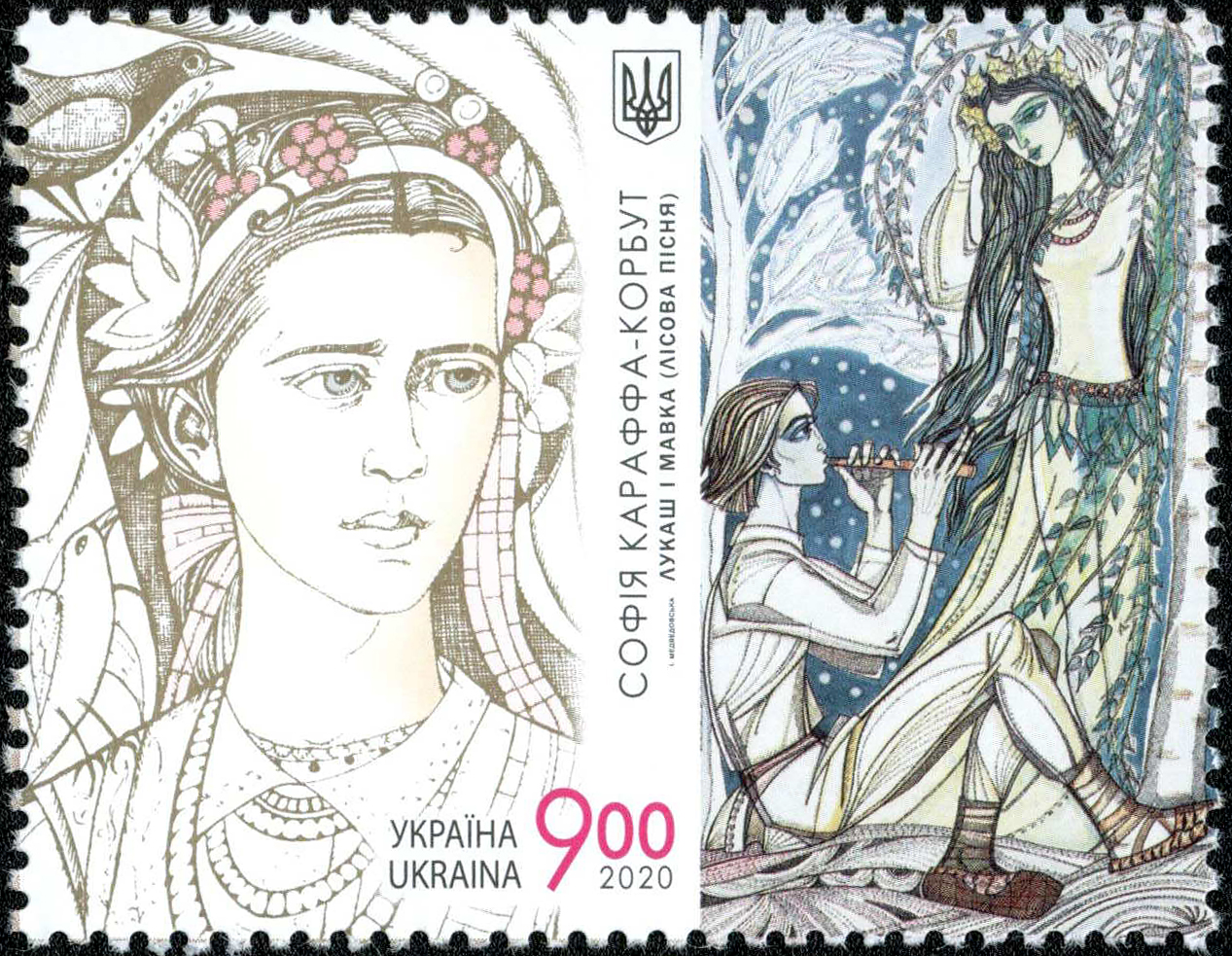
庆祝莱西亚·烏克蘭卡150周年诞辰的邮票。右边是《森林之歌》中的卢卡斯和纳芙卡

塔拉斯·谢甫琴科出身农奴，但当其绘画天赋獲發掘，他获得了自由。他在帝國藝術學院学习期间从事诗歌创作，并在1840年，出版了他的第一本诗集《科布札爾》。該詩集出版後即獲广受好评。谢甫琴科以烏克蘭语写成的作品，表达了对弱者與被压迫者的同情、对俄罗斯和烏克蘭地主等權貴，压迫农民的的憤怒、還有對哥萨克自治的理想，使他成为民族独立的象征。莱西亚·烏克蘭卡在患有肺结核之下，仍舊创作戏剧诗和文学评论。在1911年的森林之歌中，她不把以衝突與對立的角度，去描寫人类与自然间的關係；相反，她以開創行的共生概念，描寫了兩者的關係。根据烏克蘭公民的调查，塔拉斯·谢甫琴科和莱西娅·烏克蘭卡，被雙雙选为「有史以来最伟大的十位烏克蘭人」。
1920年，米科拉·澤羅夫編篡了烏克蘭詩人選集《新烏克蘭詩歌》；並在1924年，出版了《卡梅納》詩集。兩者推動了推動了烏克蘭文學的現代主義運動。作家莉娜·科斯滕科自1960年代活躍，對文明批判有加，並運用了從古典格律詩，到自由詩的多種風格。Bu-Ba-Bu在改革時期舉辦朗詩會，因其諷刺和喜劇風格而廣受歡迎。

### 散文

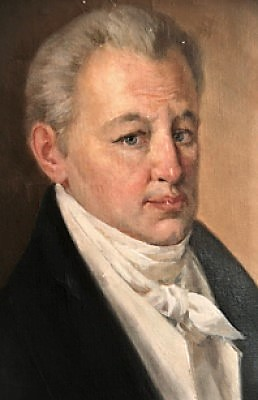
伊万·科特利亚列夫斯基撰写了首部烏克蘭口语小说

《修道院院長丹尼爾的聖地巡禮記》1108年問世，是中世纪早期最受欢迎的作品，也是已知最古老的斯拉夫游记。該作品记录了切尔尼戈的丹尼尔，以朝圣团成员，在巴勒斯坦的遊历。
1798年伊万·科特利亚列夫斯基發表了《艾涅依達》，是第一部以烏克蘭口语写成的小说。小說改編自维吉尔的《埃涅阿斯纪》，只是將其中罗马的建國传说，改編為哥萨克的重建传说。《艾涅依達》以口语写成，對︁烏克蘭文學的歷史影響重大。后来的作家也開始跳脫传统的文学写作手法，並嘗試把口语转化为文字，以传达活生生的词语發音。
散文也影响了19世纪後的民族主义运动。伊万·弗兰科是活跃于加利奇纳的作家、记者、政治评论员，並致力于提高烏克蘭人的地位。在他1885年出版的《铅笔》等小说中，批判了教育现状。該评论列举了烏克蘭农民面临的三大匱乏：营养、教育、與权利。1928年，瓦列里安·皮德莫吉利尼出版了第一部烏克蘭城市小说《Misto》（都市），同时还翻译了许多法国文学作品。
烏克蘭独立后，开始流行短篇小说、历史、社会题材等類型。小说、散文和日记等也在所多有，其中包括莉娜·科斯坚科在2010年的《烏克蘭狂人筆記》和伊琳娜·日連科在2011年的《Homo Feriens》等。这些探讨烏克蘭社会变化的作品，發行後廣获嘉评。

### 编年史、传记、布道文

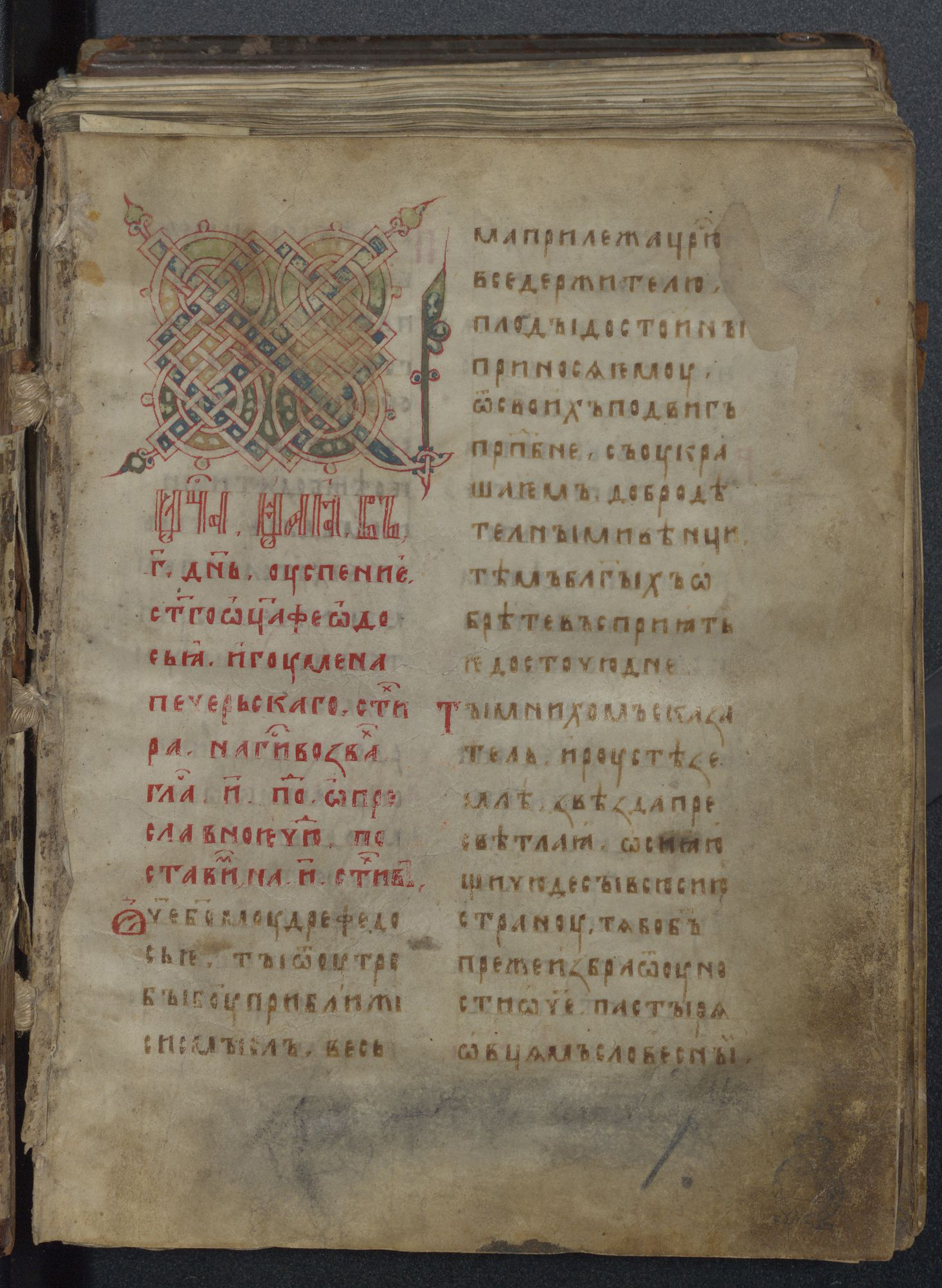
《基辅洞穴修道院圣徒传记》

中世纪罗斯的编年史被称为「俄罗斯编年史」 ，集合了历史和编年史的记录形式。基辅罗斯的基本编年史是《希帕提安编年史》。該書由個部份構成，分別為《往年纪事》（852年至1117年）、《基辅编年史》（1118年至1200年）、還有《加利西亚-沃里希连编年史》（1201年至1292年）。已知最古老的《原始编年史》是由基輔洞窟修道院的僧侣聶斯特撰写和编纂。他的方法论将罗斯历史，与世界历史联系起来，讲述了罗斯从建国到内部冲突，以及外敌入侵的历史。他執筆的资料来源，包含拜占庭编年史、圣徒传、布道文、圣经、外交文件、地方记录、当代证词、传统记载、斯堪的纳维亚的Saga等。
布道是中世纪最流行的体裁之一。代表作品為基辅大主教伊拉里翁的《律法與恩典》。该作借鉴了拜占庭文学传统和斯拉夫人的形象。
在基督教教会文学中，有一种名為帕特里康斯的體裁，主要記載當時修道士的言行。在基辅罗斯时期，該類作品的代表作為《基輔洞穴的帕特里康斯》。故事主角為弗拉基米尔的西蒙主教、還有僧侣波利卡普。在故事中，西蒙試著勸解不滿現狀，而想當主教的波利卡普。波利卡普與西蒙互動方式，使得故事即使脱离了宗教内容，也依然引人入勝西蒙和波利卡普的故事写于13世纪，后来于15和17世纪编纂而成。。
17世紀後，宗教文學的比例較為降低，但還是有相當數量的作品，並展現出辯論性傾向。代表作家有伊万·维申斯基、梅列季·斯莫特里茨基、扎哈里·科佩斯坚斯基、约安尼基·加利亚托夫斯基等。作品则有《佩列斯特罗加》、《特列诺斯》、《否己旧作诗》等。這個時代的作品，除了傳統的宗教問題外，還開始關注了烏克蘭的文化或文藝需求問題。另外，布道與聖徒行傳也在17世紀獲得發展與延續。

### 民间故事、儿童文学

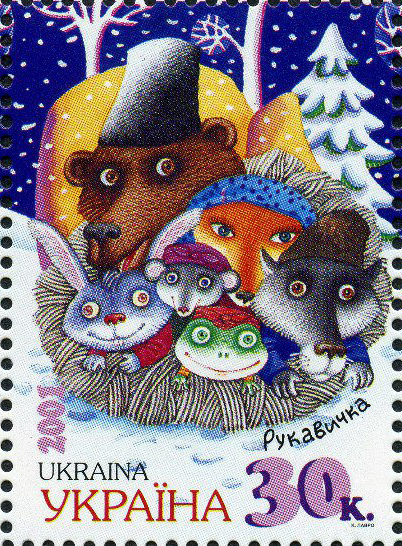
根据民间故事《手套》发行的邮票

自中世纪的基辅罗斯時期以来，烏克蘭的口語民间故事和翻譯文學，成為當時文學的要角。这些故事中描述的自然、风俗、超自然生物等，作為烏克蘭理想化的形象，成为其18世纪末至19世纪文学作品的主题。科特利亚列夫斯基还引用了许多民间故事。1819年，德米特里·採爾捷列夫出版了第一本烏克蘭民歌集《古老的俄罗斯小歌曲选集尝试》，沉思首次以印刷形式出版。
民间故事也与民族和文化运动有关：19世纪初，在被称为哈尔科夫浪漫主义的文学复兴时期，烏克蘭贵族收集并出版了民间故事。即使在不能公開支持烏克蘭認同的时代，也有如阿爾卡斯·米科拉約維奇這樣的人收集烏克蘭民歌，并撰写有关它们的历史书。一些收集的烏克蘭民间故事也被翻為俄语，其中包含畅销作品《手套》。伊万·弗兰科创作的儿童文學作品《狐狸米基塔》取自法国民间故事《列那狐傳說》和歌德的《狐狸雷内克》，透過拟人化的动物，讽刺民族冲突，並讲述如何依靠智慧和勇气生存。《米基塔狐狸》是弗兰科在烏克蘭最廣為人知的作品。

### 戲劇
在17世纪的烏克蘭巴洛克时期，曾盛行一种以烏克蘭口语写成，名為「Intermedia」（インテルメーディア）的喜剧。其後为现代烏克蘭口语文学的先驱。这部喜剧以民间故事和俄羅斯幽默为基础，並在宗教剧之間插行表演。Intermedia創造了大量戏仿作品，尤以宗教題材為盛。在俄罗斯，宗教戏仿被视为亵渎，但在烏克蘭则不然。Intermedia具有多语言、多民族的特点，並匯集了各个民族的人物：除了烏克蘭人、白俄罗斯人和波兰人讲自己的语言外，還穿插了其他民族的口音。Intermedia由巡回牧师和度假的神学院学生主演，喜剧文学也而普及。《艾涅依達》的作者科特利亚列夫斯基，还创作了其他跨媒介喜剧，如1819年首演的《娜塔尔卡·波尔塔夫卡》和《莫斯卡爾的魔術師》，成了烏克蘭现代戏剧的基础。
受Intermedia影響的Vertep也在此時誕生。此類表演的演員由學生組成。他們會在聖誕節期間，於各村莊間巡迴表演。戲劇內容由宗教和世俗兩大部分組成。宗教劇內容偏向降誕劇、世俗內容則偏向Intermedia。
1920年代，萊斯·庫爾巴斯和尼古拉·庫利什共同發表了烏克蘭前衛派作品，但在苏联時代反應冷淡；直到後世才獲得重新评价。1958年，烏克蘭举办了「烏克蘭演劇之春」，并演了幾齣根据小说改编的芭蕾舞剧。此后现代相關主題，也登上了芭蕾舞台。

## 作品主題

### 性别

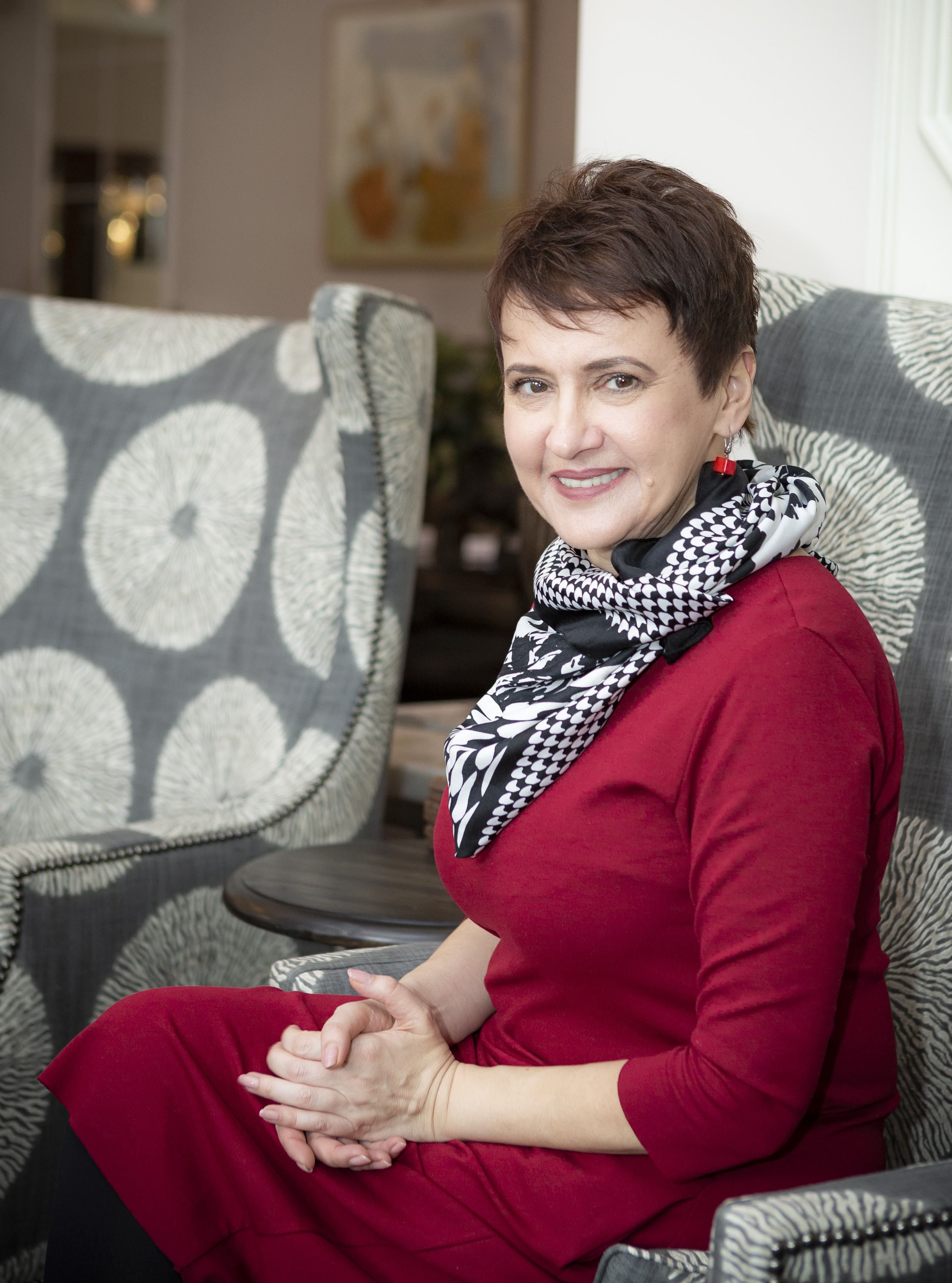
奥克萨娜·扎布祖科著有历史小说、文学评论、政治散文等

女性也是烏克蘭文学的常見主題。在文学和媒体中，家庭保护女神贝雷希尼亚（Berehinya）被指代為「普通女性」、母亲、妻子等角色。苏联文学中流行的女性形象，則是既努力工作又兼顾家务、养育孩子的「苏联妇女」、或「善良而感性的女主角」。烏克蘭独立后，这种形象开始生变。奧克薩娜·扎布日科是独立后第一位女性主义作家，並以1996年的著作《烏克蘭性行為實地研究》而聞名。这個作品探討了烏克蘭文學先前從未討論過的性與認同議題，從而風行一時。德尼森科·弗拉基米里夫納則在她2017年的儿童读物《玛雅和她的母亲们》中，介绍了包含單親家庭、同性戀家庭在內的各種家庭形式。
納塔利婭·科布倫斯卡和奧萊娜·普奇爾卡在19世纪率先倡导妇女平等权利。她们在1887年編篡了烏克蘭第一部女作家选集《Pershyi vinok》（第一輪花環）。1884年，卡布連斯卡婭创立了烏克蘭第一个女权组织：罗斯妇女协会。20世纪，米连娜·鲁德尼茨卡的乌克兰女性联盟延續了烏克蘭的妇女运动。2014年的尊严革命，是再度確認烏克蘭女性社会角色與地位的重要事件。此后出版了许多女性與女性主义相關书籍與图画书。有五十餘名女性作家和畫家，为6—12岁的儿童，创作了以女性为主角的故事。研究性别和女权主义主题的作家包括索洛米婭·帕夫利奇科、阿吉耶娃·帕夫洛夫娜、馬特塞紐克·奧列吉夫娜)，以及基斯·羅曼尼夫娜等。
文学风格也可能暗示作者性别。比方說，在古罗斯编年史中，哭泣的情節，大都由女性撰寫。《伊戈尔远征记》以女性化的笔调写成，详细描述了波洛茨克家族的内部情况。因此有理论认为该书的作者是波洛茨克家族成员、基辅大公夫人瑪麗亞·瓦西爾基夫娜。

### 戰爭

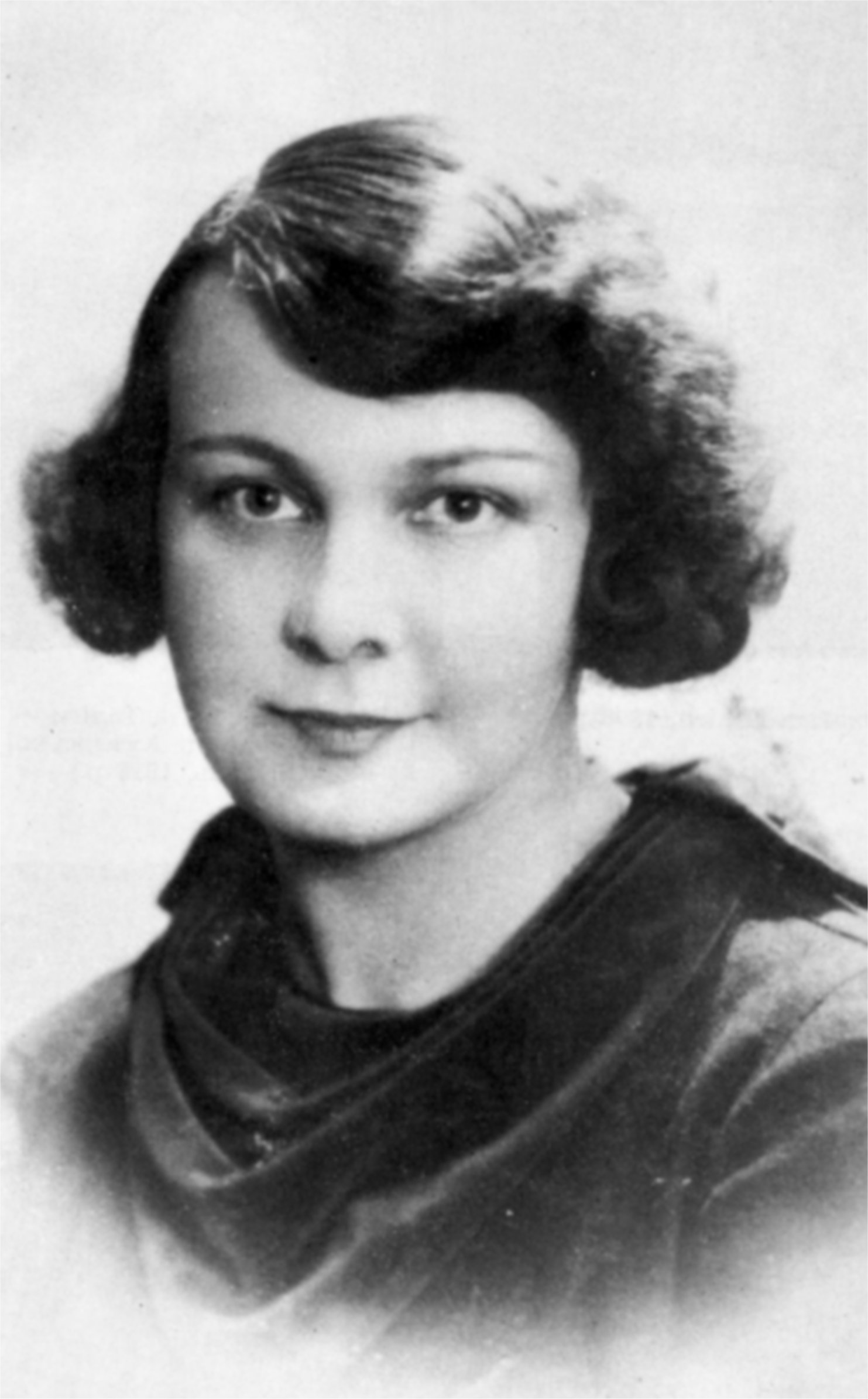
奧列娜·伊凡諾夫娜

第二次世界大战的蘇德戰爭期间，纳粹德国占领了許多烏克蘭城市。诗人奧列娜·伊凡諾夫娜和她的丈夫在基辅出版了一份文学周刊，著重介绍在大清洗中受害的烏克蘭作家。基辅的巴比亚尔是纳粹德国屠杀犹太人和罗姆人的场所，後世的伊凡·德拉奇和诗人叶夫根尼·叶夫图申科也都曾描写过这里。作家兼记者瓦西里·格罗斯曼則撰写了乌克兰大饥荒相關文章：當時在蘇聯討論大飢荒實屬禁忌。

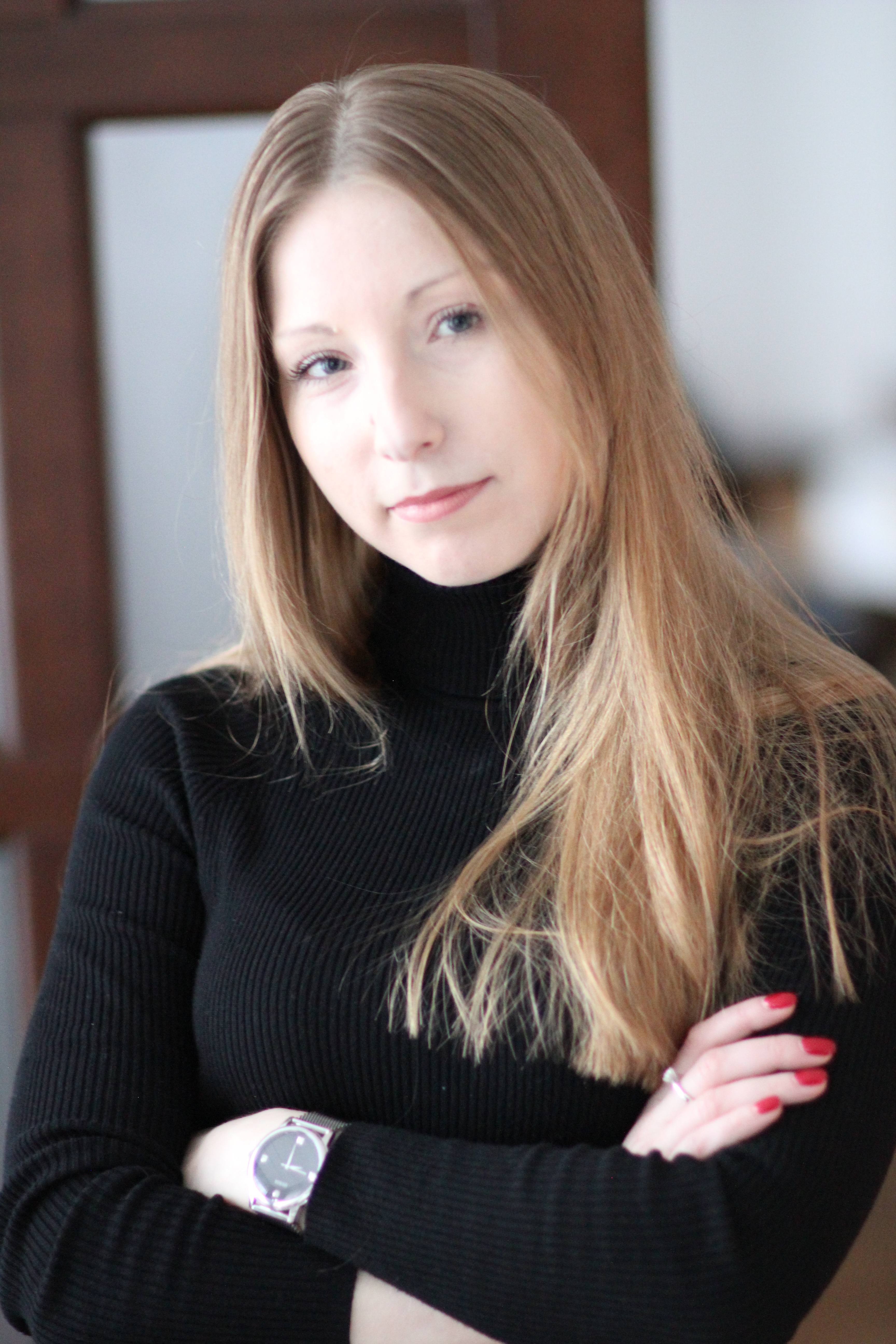
维多利亚·阿梅利娜撰写了战争罪行相關的文學，但在俄罗斯入侵烏克蘭期间遇害

2014年尊严革命與烏俄戰爭後，也出現許多回應戰爭的作品。其中包括2015年，魯斯蘭·弗拉基米羅維奇的散文《睡前故事》、阿爾喬姆·切赫的日记《零點》等。2017年，納塔莉亞·沃羅日比特編劇的電影《邪惡之途》以顿巴斯战争为背景，从女性视角描绘战争。以战争为主题的儿童读物也开始出现。羅馬娜·洛瑪尼新與安德瑞·雷西夫在2015年的《戰爭改變了小圓城》，共被翻譯為15种语言。
2022年后，俄羅斯入侵烏克蘭對作家產生影響。2023年，撰写俄國战争罪行的作家維多利亞·阿梅麗娜死於一起導彈襲擊。诗人奧斯塔普·塔拉索維奇记录了撤离人员在临时住房和其他地方的战争经历，并在2023年，彙整为《战争词汇》一書。

### 移民
除此之外，烏克蘭裔作家，也在外國創作移民主題作品。V. 马赫诺的小說，撰写主題為住在美国的烏克蘭移民。居於德國的德語作家娜塔莎·沃丁有一篇消說，靈感是根据她父母从马里乌波尔移民到德国的经历。

### 文学理论
民族文学的概念，自19世纪初，从西欧传入俄罗斯帝国，俄属烏克蘭也因此開始研究文學史。1800年，基辅罗斯时期的《伊戈尔远征记》手稿，首次引起人们的注意。此前，多數人不獲认可它与中世纪文学的關聯。收集中世纪文学作品、手稿和民间传说，成為探究民族文学的一部分。與此同時，包括古斯拉夫语言研究、烏克蘭民族史研究等斯拉夫學也有所進展。
1820年代起，烏克蘭民间故事和文学作品，在俄罗斯流行起来；也有部份俄罗斯作家，以烏克蘭為主题撰寫文學。俄罗斯文学评论家维萨里昂·别林斯基對烏克蘭语的表現力評價不佳。與此對比，俄罗斯文化史学家亚历山大·皮潘在其著作《斯拉夫文学史》中介绍了俄罗斯领土、哈雷奇纳和乌戈尔罗斯的烏克蘭语文学作品。奥地利作家兼出版家卡尔·埃米尔·弗兰佐斯對烏克蘭文学作品讚賞有加，并撰写了有关烏克蘭和犹太文化的文章。弗朗佐斯还将烏克蘭作品翻译成德语。
蘇聯文學理論不大重視烏克蘭文學。在苏联教科书《乌克兰文学史》中，烏克蘭文學被其描述为俄罗斯文学的一个小分支。文学学者尤里·拉夫里年科编纂了一本名为被處決的文藝復興（1959年）的选集，收录了1917年至1933年间被禁的作品。该书无法在乌克兰出版，因此由对乌克兰文化有深入了解的《文化雜誌》在德国印刷，并於巴黎出版。斯大林政权结束后的“解冻”时期，非社会主义现实主义的文学理论和创作变得更加活跃。电影导演奥列克桑德·多夫任科的论文《绘画与当代艺术》是超越社会主义现实主义局限性的一项有影响力的建议，同时也影响了文学。
塔瑪拉·伊万妮芙娜、雅羅斯拉夫·奧萊克西約維奇、羅克薩娜·鮑里西夫娜指出，在烏克蘭獨立后，文学研究和批評獲得進一步發展。有很多分析試圖解釋烏克蘭独立后，文学持續发展的理由。這些分析主要包括三种理论，分别為社会、經濟、還有意識形態。社會因素主要從社会主义，到资本主义的转变角度切入；经济則主要分析烏克蘭當時的市场、出版、发行；意识形态則著重討論政府不再壓制文學的背景等。另外，還有分析基于后殖民理论，认为烏克蘭在独立前，文學就处殖民状态。

## 语言、地理
乌克兰与俄罗斯、白俄罗斯、波兰、斯洛伐克、匈牙利、罗马尼亚和摩尔多瓦毗邻；南濒黑海，面對保加利亚、土耳其、格鲁吉亚。在這樣的地理與歷史聯繫的脈落，乌克兰文学能多种语言写成，包括乌克兰语、俄语、烏俄語、意第緒語、波兰语等。根据2001年的人口普查，67.5%的乌克兰人以母语為烏克蘭語，29.6%的乌克兰人母语為俄語。乌克兰和俄罗斯作家之间的交流，也令两者產生文化交流。
根据《基辅编年史》的记载，12世纪时基辅罗斯的南端被称为烏克蘭。波兰王国和立陶宛大公国之间的东部边界也通常被称为烏克蘭。第一本受公众矚目的烏克蘭历史书，是1908年，米科拉·米科拉約維奇的《烏克蘭羅斯史 (1908年)》。后来，赫鲁舍夫斯基撰写的烏克蘭通史《烏克蘭羅斯史 (1895年)》产生了重大影响，罗斯和烏克蘭开始被相提並論、共同探討。
西維利亞东北部拥有古老的森林，中世纪的《基辅编年史》和已知最古老的史诗《伊戈尔远征记》中都提及了該森林。斯洛博达乌克兰地区与俄罗斯南部接壤，乌克兰第一位哲学家赫日霍里·斯科沃洛达出生當地。波尔塔瓦地区位于烏克蘭中部，培养了许多古典文学作家。小说《艾涅依達》作者科特利亚列夫斯基出生該地區。这部小说被认为是现代乌克兰文学的开端。西部被喀尔巴阡山脉的山谷划分为多个地区，民族成分較為复杂。哈雷奇纳地区是乌克兰第一間印刷廠所在，并成为19世纪民族运动的重心。南部的敖德萨，是座透过与黑海贸易，迅速发展的城市；自19世纪以来，一直是匯聚各種國籍和民族。這裡的作品以混合乌克兰语、俄语和意第绪语词汇和俚语为主要特徵。並与当时俄國文学的思辨性相反，以叙事、幽默和讽刺为主。

### 古教会斯拉夫语、教会斯拉夫语、古东斯拉夫语
在斯拉夫語世界，最古老的书面语言為9世紀的古教會斯拉夫語，是為了便於翻译希腊福音书與诗篇而生。9世纪後期，大摩拉维亚公国王子罗斯季斯拉夫請求拜占庭帝国以斯拉夫语传播福音。拜占庭傳教士基里尔和美多德被派往摩拉维亚，並根據字母系統創造了格拉哥里字母。格拉哥里字母传到保加利亚首都大普雷斯拉夫後，演化出更簡單的西里尔字母。
在基督教成为國教前，西里尔字母就已傳入基辅罗斯。在保加利亚沦陷后，保加利亚的神职人员移居到基辅罗斯，使當地成为古教会斯拉夫语的中心；與此同時，古教会斯拉夫语也逐渐受當地口音影响，演变为教会斯拉夫语。到了11世纪，以僧侶為中心，越來越多識字的人，開始把以古教会斯拉夫语寫成的基督教文献，翻抄為教会斯拉夫语。到了在12世纪，以《原始编年史》為始，開始出現各種原創作品。在《原始编年史》中，斯拉夫语的文法與對話结构也越加明显。
在基辅罗斯时期，乌克兰语、俄语和白俄罗斯语皆属古东斯拉夫语，没有明确的语言或文学界限。古东斯拉夫语在8世纪至14世纪之间開始分支。在基辅罗斯沦陷、俄罗斯帝国分裂後，分支情形加劇，最終导致三种语言分家。从14世纪到16世纪的人，開始复寫祈祷书；大特尔诺沃的總主教耶胡蒂米，也改进了正寫法。

### 烏克蘭語
乌克兰语是乌克兰的民族语言和官方语言，属于斯拉夫语族东斯拉夫语支，与俄语和白俄罗斯语同属一语族。因此，許多乌克兰人都会说兩到三種語言。乌克兰语主要用於乌克兰西部地区，當地受波兰王国和哈布斯堡帝国影响較深；而在乌克兰东部和南部，使用的人比較少。该地区历史上主要受俄罗斯影響。在独立前的俄罗斯帝国和苏联时期，烏克蘭語有时被称为小俄罗斯语、或小俄罗斯方言；而在哈布斯堡王朝的领土上，鲁塞尼亚语也是常見的名稱。
乌克兰语正寫法有三个发展阶段，分別為：10世紀至17世紀的乌克兰-罗斯时期（又稱古斯拉夫时期）、17世紀至18世紀末的梅勒蒂乌斯·斯摩特里茨基文法时期，以及19世紀至今的新乌克兰语时期。乌克兰语發音的相關資料，最早能追溯到1619年。當時斯莫特里茨基寫了一份以斯拉夫语寫成的斯拉夫語的正確文法構成，确立了教会斯拉夫语的正寫法。帕姆沃·貝林達花了30年编纂了《斯拉夫-俄語詞典》。辭典包含了教会斯拉夫语词汇的乌克兰语翻译，並解释了专有名词。
18世纪初，彼得大帝啟動文字改革。乌克兰学者也参与其中，並以新式西里尔字母，取代传统的西里尔字母。新式西里尔字母也被称为民用文字。民用文字字母表的32个字母，成为后来乌克兰语、白俄罗斯语和俄语正寫法的基础。1798年至1905年间，受科特利亚列夫斯基，以乌克兰口语写成的《艾涅依達》影响，烏克蘭出现了大约50种不同的正寫法。1818年，阿列克谢·帕夫洛夫斯基發行了第一本乌克兰语文法書《小俄罗斯方言文法》。
20世紀後，B. 格林琴科的烏克蘭語辭典，影響了烏克蘭語的正寫法。作家和出版商都以他的拼寫規則为依歸。1918年，乌克兰中央拉达发表了官方的乌克兰语正寫法。1933年，为了让乌克兰语正寫法适应俄语，官方禁止使用字母Ґ（ge）；但在1980年代末的《语言法》頒布，以及乌克兰独立後，該字母再度恢复使用。

### 俄语

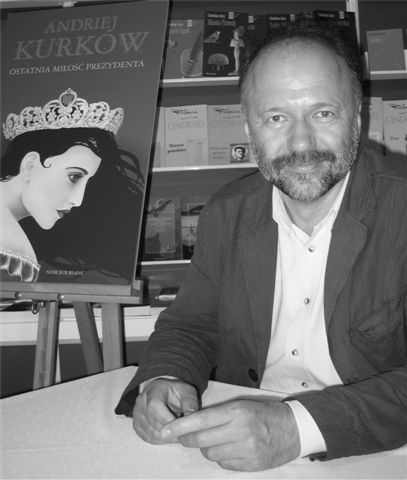
俄罗斯作家安德烈·库尔科夫

首位撰写乌克兰主題的俄语作家是瓦西里·纳列日内。尼古拉·果戈里生於大索羅欽齊，父亲是乌克兰语剧作家；本人則在圣彼得堡以俄语写作，其1829發行的乌克兰小说《狄康卡近鄉夜話》广受欢迎。19世纪，也有许多犹太人生活在乌克兰。1920年代，乌克兰在鬆綁犹太人的居住限制後，犹太人的俄语文学蓬勃发展：例如1921年就有伊萨克·巴别尔的《敖德萨的故事》。从俄国革命到苏联时代，也有许多来自乌克兰的俄语作家。安娜·阿赫玛托娃在她的家乡基辅开始写诗，并在搬走基輔后，繼續撰寫基輔相關的文章。安德烈·库尔科夫是烏克蘭獨立後，最早登上世界舞台的烏克蘭俄语作家。代表作為《企鵝的憂鬱》。納塔莉亞·沃羅日比特在回到乌克兰前，曾在莫斯科担任俄语作家。她会根据写作主题，在乌克兰语和俄语間交替使用。

### 烏俄語
一些作家在烏克蘭独立后，开始以烏俄語写作。自俄罗斯入侵以来，乌克兰化进程不断推进，随着越来越多的俄语使用者尝试讲乌克兰语，新的烏俄語作品也应运而生。著名作家包括博赫丹·佐爾達克、米哈伊洛·布林尼克、萊斯·波德維安斯基、科洛梅亞的阿爾喬姆·查佩等。查佩的代表作為《奇怪的人》。

### 意第绪语

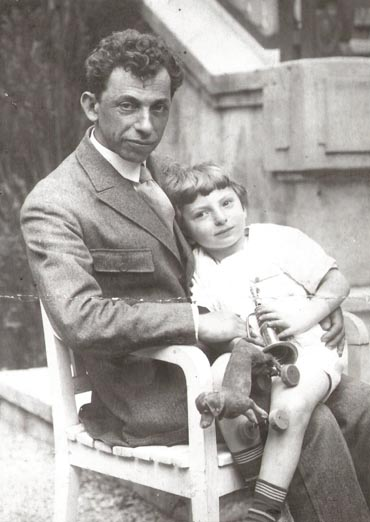
意第绪语作家多维德·伯格尔森

在公元前，犹太人就以商人的身份，出现在克里米亚半岛。随着13世纪波兰王国扩张，以及敖德萨的贸易盛況，在乌克兰的猶太人也訴增加。19世纪，敖德萨成为继纽约和华沙之后，全球犹太人口第三多的城市。意第绪语是歐洲常見的犹太人语言，乌克兰文学也有出現以意第绪语寫成的作品。1908年，在切尔诺夫策举行的「意第绪语大会」上，正式通過採用「意第绪语」这个名称。肖洛姆·阿莱汉姆是佩列亚斯拉夫人。他以意第绪语写作，并将其译為俄语。音乐剧《屋顶上的提琴手》改编自阿莱赫姆的《送奶工特维》（1894年）。故事背景设定在乌克兰的犹太人小村庄。多维德·伯格尔森（Dovid Bergelson）曾用俄语和希伯来语写作，后来他用意第绪语描写他的乌克兰祖国；而书中的乌克兰人物，則说着乌克兰语。

### 波兰语、德语
历史上，波兰人是哈雷奇纳的统治阶级。其首府利沃夫，在波兰语称为 Lwów，是波兰人和乌克兰人的文化中心。其中一位出身烏克蘭卡利尼克的波兰语作家，是雅罗斯瓦夫·伊瓦什基耶维奇。他後來移居华沙。在他筆下的烏克蘭，是一個消失的故鄉。伊万·弗兰科是语言学家，出版过德语、波兰语、俄语的創作；他将德国文学作品，翻译成乌克兰语；並将谢甫琴科的作品，翻译成德语的事蹟，也使其聲名大噪。现代主义戏剧导演萊斯·庫爾巴斯来自利沃夫。他最初用波兰语、白俄罗斯语和俄语写作，后改用乌克兰语。

### 拉丁語
随着西方文化通过东正教传播，17和18世纪的基辅作家，不仅使用教会斯拉夫语写作，还使用拉丁语写作。当彼得大帝选择拉丁语，作为俄罗斯帝国现代化的首选语言时，倾向希腊语的莫斯科保守知识分子反对該運動；而来自基辅莫希拉学院的拉丁语学生，則選擇參與。1705年，莫希拉学院教授、神学家兼作家费奥凡·普罗科波维奇撰写了《诗学講義》（De arte poetica libri tres），讨论了基于贺拉斯的讽刺诗。

### 斯拉夫微语言
斯拉夫微语言泛指某些烏克蘭語的方言、或與其密切相关的斯拉夫語言。在塞尔维亚、波兰和斯洛伐克，有人使用鲁西尼语，南鲁西尼语則用于诗歌與小说等创意写作。在乌克兰、白俄罗斯、波兰和俄罗斯交界的波列西耶地区，有使用西波利西亚语的人。白俄罗斯诗人米科拉·謝利亞戈維奇以西波利斯语出版份期刊，其中也包括乌克兰语。2015年，白俄罗斯杂志《Sprava》（活动）在縮小活動後，开始以西波列什语、乌克兰语、白俄罗斯语和俄语发表文章。

### 其他语言

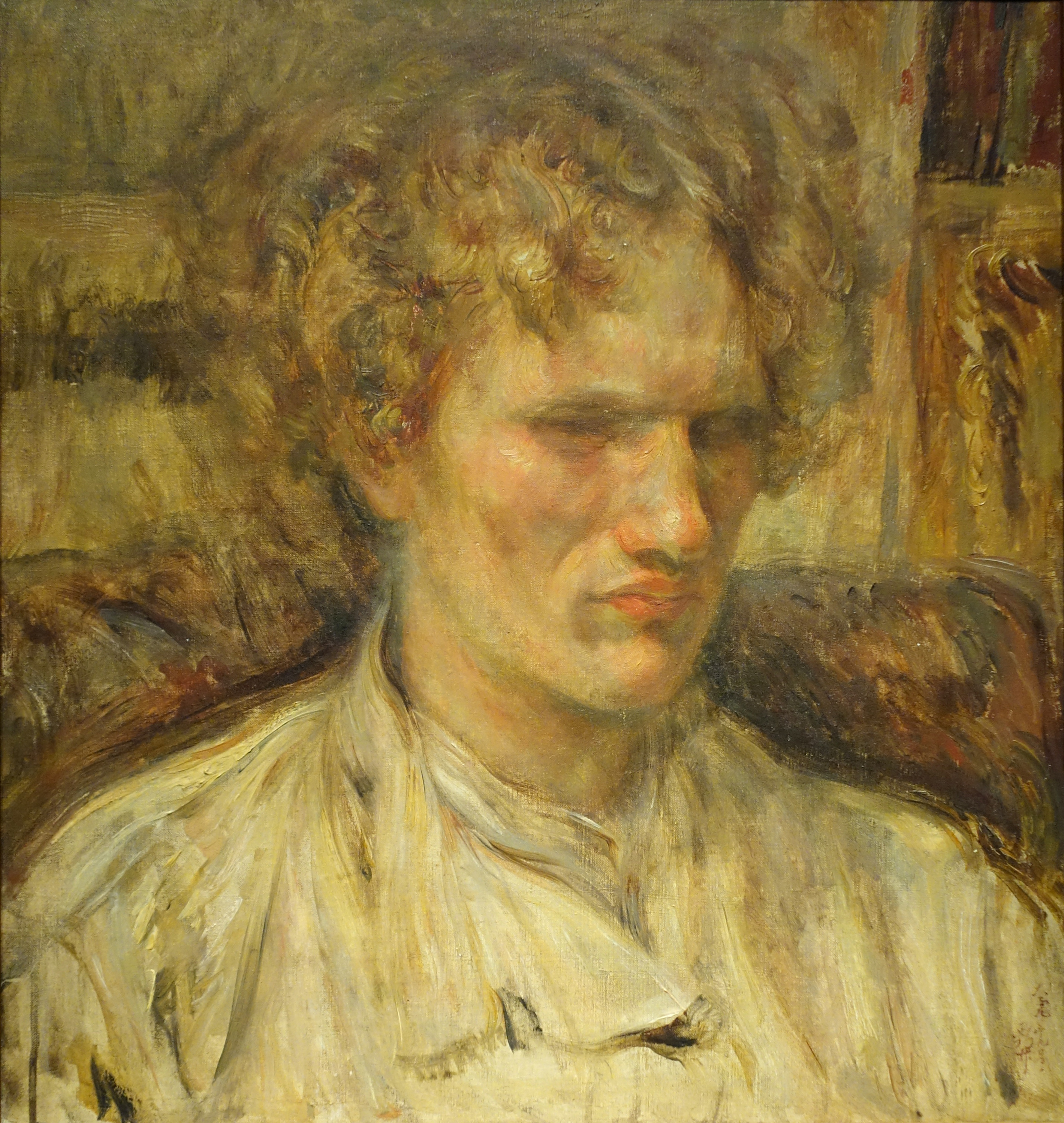
瓦西里·叶罗申科以用日语和世界语撰写作品。圖為中村恒的《埃罗申科肖像》

逃离俄国革命的白俄移民中包括乌克兰人，他们也在流亡或移民的国家写作和出版。乌克兰东方学家协会会长费奥多尔·达尼连科在满洲国时期的哈尔滨市创作小说，并出版了乌克兰语杂志《远东杂志》（Далекий Схід），向远东的乌克兰人提供資訊。
瓦西里·叶罗申科听说日本有视障人士以按摩师为生後決定赴日，並用日语出版儿童故事和诗歌。诗人尤里·塔爾納夫斯基是第一次世界大战期间的难民，一生大部分时间都在国外度过。他在先後在德国和美国生活和写作。
自2000年以来，旅居国外的乌克兰作家漸漸增加。其中也有作家不以乌克兰语种写作。

## 出版、图书馆

### 手稿

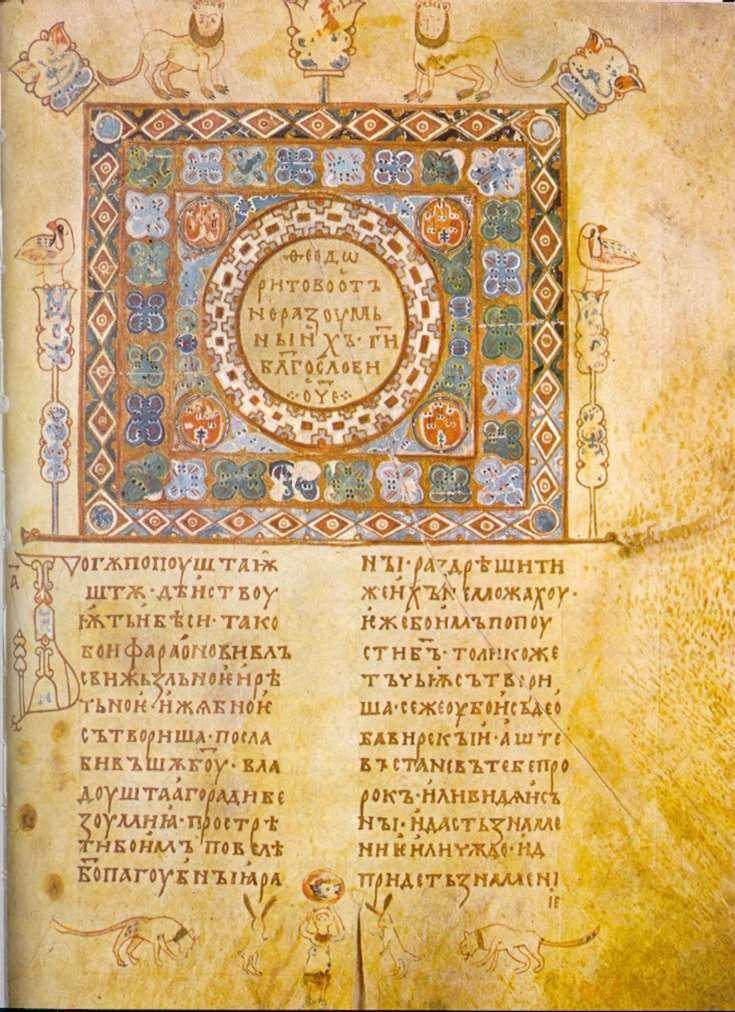
《斯维亚托斯拉夫文集》的百科全书内容也影响了烏克蘭文学

在活字印刷术广泛使用前，书籍都是以羊皮纸手稿的形式书写而成。在古教会斯拉夫语发展的过程中，修道院、教堂和皇家宫廷都设有书写室；人们在那里使用羊皮纸、羽毛笔和讲台书写手稿。古教会斯拉夫语手稿展现了拜占庭风格。现存最古老的古教会斯拉夫语手稿，可追溯至10世纪中叶；九世纪之前的书籍，則付之闕如。已知最古老的古教会斯拉夫语铭文，以西里尔文寫成。其源自克莱普查的教堂遗址，並可追溯到公元921年。
基辅罗斯大公雅罗斯拉夫一世是一位愛書人。他當時拥有一座藏书500册的大型图书馆，并僱用许多抄写员，負責抄写书籍。到11世纪，基辅罗斯已建造了20座教堂和19座修道院，這些場所也都有抄寫活動。当时抄寫的手稿，大约有30份留存至今，包括11世纪的《奧斯特羅米爾福音書》（1056—1057年）和《斯維亞托斯拉夫文集》（1073—1076年）等。《斯維亞托斯拉夫文集》是《西美昂文集》的副本，在西美昂一世统治时期于保加利亚制作，由雅罗斯拉夫一世同為愛書人的的儿子斯维亚托斯拉夫编纂。這是首部斯拉夫语的百科全书，其文学内容，包括拜占庭语法学家喬治·喬伊羅博斯科斯的詩論《论想象力》：該詩論本將隱喻和寓言的概念引入斯拉夫文化，並對後世產生了深遠影響。

### 活字印刷

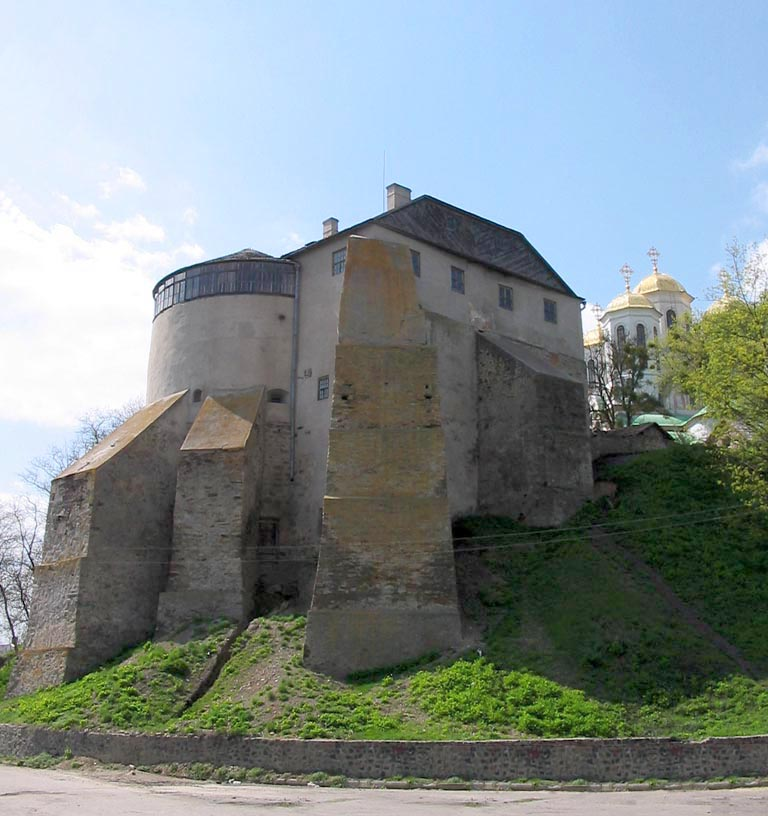
奥斯特罗夫城堡。附近的奥斯特罗夫印刷厂，為利沃夫之后最古老的印刷厂

1574年，利沃夫開設了烏克蘭第一間印刷厂。利沃夫通过波罗的海和黑海之间的贸易而繁荣起来，并拥有强大的手工艺和商业部门，包括纺织、版画、手稿、装订、书店等。这些都大大促进了印刷业发展。印刷商伊凡·弗德拉夫印刷了首部作品《圣使徒经》。弗德拉夫访问了利沃夫，並在工匠和牧师的帮助下，成功印刷了該作。他在1574年的《基礎讀本》，是第一份用西里尔文印刷的教科书，也是第一份以教会斯拉夫语印刷的世俗著作。后来，弗德拉夫在康斯坦蒂·瓦西里·奥斯特罗格斯基的帮助下，於奧斯特羅印刷廠出版了第一本教会斯拉夫語聖經《奧斯特洛聖經》。在乌克兰西部，印刷机逐漸增加，並開始印刷教会斯拉夫语、乌克兰语、波兰语、拉丁语、亚美尼亚语等语言。17世纪下半叶，乌克兰西部频频爆发战争，但基辅印刷厂等印刷厂，仍持續印刷和出版。

### 17世纪至20世纪初
17世纪起，乌克兰经常被俄罗斯帝国俄罗斯化。在俄罗斯国内，乌克兰语被定义为与大俄罗斯语相对立的小俄罗斯语，并受到压制。帝国政府在俄语的竞争语言（例如德语和波兰语）之外，對乌克兰语的独立性尤加警惕，认为其屬俄语方言。帝国政府将使用乌克兰语视为分裂主义，并頒布瓦鲁耶夫通告和埃姆斯政令嚴加限制。1876年的埃姆斯政令，禁止出版乌克兰语作品、或進口国外出版乌克兰语作品。以烏克蘭語開办戏剧、朗诵、唱歌、学校教学等也一慨禁止。由于哈布斯堡王朝允许在领土内出版乌克兰语，因此乌克兰语书籍在利沃夫出版，影响了民族和独立运动。

### 苏联时代
苏联时期，乌克兰有“苏联最爱读书的加盟国”之称，出版业发达，书籍价格低廉。然而，审查制度限制了可以出版的作品。1917年至1933年發行的禁書，則以「被處決的文藝復興」形容之。1941年至1945年，一些乌克兰出版物遭指犯下民族主义的错误，其中包括乌克兰科学院出版《乌克兰文学史》。乌克兰作家联盟主席也因此遭到解僱。當時，烏克蘭文學被要求把苏联爱国主义，置于对乌克兰的热爱之上，而1944年出版《我愛烏克蘭！》的弗拉基米爾·索秀拉，被指控为乌克兰民族主义者。1954年，共有111本乌克兰人的著作被查禁。
在书店里，书放在店员后面出售。自1980年代以来，基辅的公园里每逢周末都会举办露天书市，佩特里夫卡区也建立了官方书市。1970年代以来，作家们经常在夏秋季节，聚集在超市和咖啡馆里。

### 烏克蘭独立后
烏克蘭独立后，人们开始能阅读苏联时期被审查和地下传播的作品。受迫害作家的名譽也獲回復。书价也随着民間出版和自費出版选择出現而水漲船高。书店也发生了变化，越来越多的书店允许顾客自由逛逛，挑选他们喜欢的任何书籍。同時，也建立了模仿文学俱乐部的咖啡馆，并举办各種文学活动。
独立后，烏克蘭憲法颁布了「去共产主义法」限制部份言論。其旨在恢复共产主义政权下受害者的荣誉，禁止任何否认乌克兰大饥荒等事件、或任何美化纳粹主义的言论或出版物。

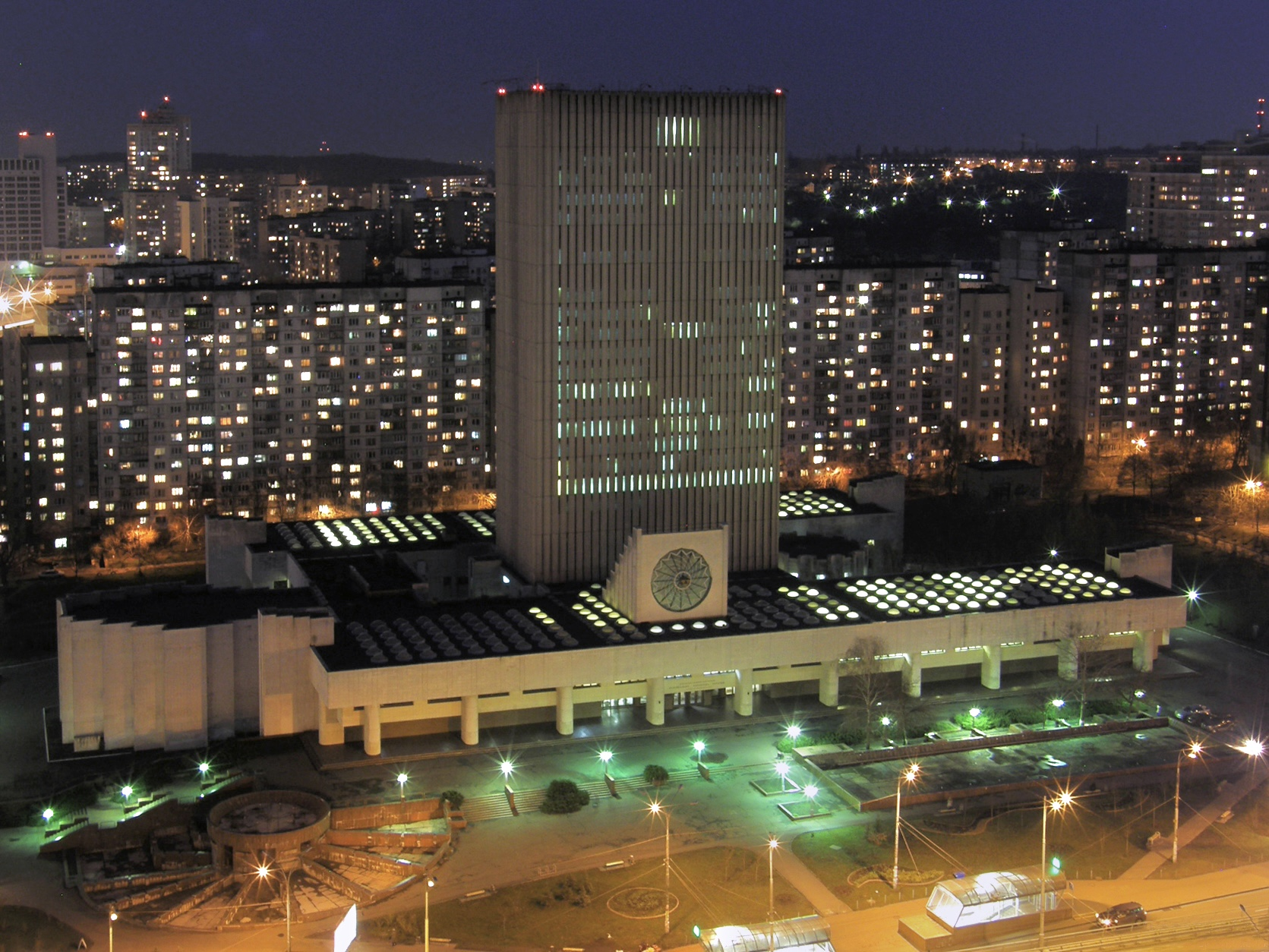
烏克蘭维尔纳茨基国家图书馆

1990年代和2000年代的经济动荡，也影响了出版业，乌克兰每年仅出版约20,000本新书。图书馆也受到了经济的影响，區域图书馆往往收藏旧书，而且经常只有老年人使用。据称，随着数字化的发展，紙本读者数量在减少、但在平板电脑與有声读物的讀者則在增加。21世纪以来，创办出版公司的作家数量有所增加。在2014年尊严革命期间，在运动的中心獨立广场，还开设了一座由志愿者管理的临时图书馆。
2018年的关于确保乌克兰语发挥国语作用法，规定外语出版物发行配额，必须与乌克兰语出版物的发行量相同；书店出售的出版物中，乌克兰语必须至少有50％。由于俄羅斯入侵烏克蘭，人们对俄罗斯文学的評價发生变化，去俄罗斯化加速进行、国有书店則下架俄语作品。还有人呼吁关闭米哈伊尔·布尔加科夫博物馆。該博物館是紀念出生基辅的俄语作家米哈伊尔·阿法纳西耶维奇·布尔加科夫。
在俄羅斯入侵烏克蘭後，乌克兰图书馆协会向国內图书馆和国际图书馆协会联合会发表声明。在2022年8月，15,000座图书馆中已關閉2,475座。据联合国教科文组织调查，在2023年2月，已有12座图书馆受损。文学是乌克兰文化的主要目标，因此各種保护书面文化和语言的项目正在开展中。图书管理员建立了線上營救烏克蘭文化遺產，以数字化館藏並加以保存。联合国教科文组织和其他组织則发起了「翻译乌克兰故事」運動，将儿童电子书翻译成乌克兰语。基辅的莱西亚乌克兰卡公共图书馆，向流离失所的海外儿童提供乌克兰书籍，以保护该国的文学遗产。

## 活动、文学奖项、组织
21世纪以後，图书节、读书论坛等活动更加普遍。主要活动包括5月份在基辅举办的阿森納國際圖書節，以及9月份在利沃夫举办的利沃夫圖書論壇。除了图书介紹外，还會有电影放映、音乐会、戏剧表演等。乌克兰出版商，也开始参加包括法蘭克福書展在內的国际书展。
乌克兰谢甫琴科国家奖是1961年设立的文学奖。该奖项分为文学、新闻、音乐、戏剧、电影和视觉艺术六个类别，颁发给对国家文化做出巨大贡献的个人。私人文学奖项也在烏克蘭独立后开始设立。1999年创立的加冕之詞设有小说、歌词、电影剧本、戏剧和儿童文学等类别。2005年创立的BBC烏克蘭年度好書是英国广播公司乌克兰语颁发的文学奖，设有成人和儿童类别。
苏联时期曾有一个名为「乌克兰作家同盟」的作家组织。但其名声不佳，年轻一代拒绝加入，因此在1997年與1998年，分別成立了乌克兰作家联盟與烏克蘭筆會。

## 主要作家
以下主要作家列表根據川端（1986）、伊東（1993）、伊東等人（1998）、小粥（2006）、原田（2007）、三浦（2006）、赤尾（2018）、中村（2018）、藤井（2018)、ホメンコ（2018）、田中（2018、2022）等整理，按時代排列。
|  | 聶斯特                | 1056年—1114年。烏克蘭文學之父。東正教克肖者。东欧最古老的『往年纪事』作者。                                |
|  | 瑪魯西婭·萩萊         | 1625年—1653年。烏克蘭歌手、詩人，被譽為「烏克蘭的莎孚」。                                                  |
|  | 格里戈里·斯科沃羅達   | 1722年—1794年。烏克蘭哲學家、文學家、詩人。被譽為「烏克蘭的苏格拉底」。                                    |
|  | 伊万·科特利亚列夫斯基 | 1769年—1838年。現代烏克蘭文學之父。《艾涅依達》作者。                                                      |
|  | 尼古拉·果戈里         | 1809年—1852年。烏克蘭裔俄语作家。以《狄康卡近鄉夜話》、《塔拉斯·布林巴》、《外套》、《死魂靈》等小說聞名。 |
|  | 塔拉斯·谢甫琴科       | 1814年—1861年。乌克兰詩人、畫家。創立了烏克蘭標準語。烏克蘭最偉大的詩人。                                  |
|  | 伊万·弗兰科           | 1866年—1916年。烏克蘭詩人、翻譯家、語言學家，奧匈帝國烏克蘭民族解放運動的領導者。                          |
|  | 列霞·烏克蘭卡         | 1871年—1913年。烏克蘭女作家、詩人，以詩劇《森林之歌》聞名。                                                |

### 当代作家
以下列表根據ホメンコ（2018、2019、2021）與奈倉（2023）的文獻整理，按姓氏字母排列。
- 阿吉耶娃·帕夫洛夫娜（烏克蘭語：Агеєва Віра Павлівна）（文學評論家、性別研究者。1958年—）
- 维多利亚·阿梅丽娜（作家。1986年—2023年）
- 艾瑪·安迪耶夫斯卡（烏克蘭語：Емма Андієвська）（詩人、畫家。1931年—）
- 尤里·安德鲁霍维奇（小說家、詩人。1960年—）
- 伊戈尔·巴甫留科（詩人。1967年—）
- 尤里·伊茲德雷克（烏克蘭語：Іздрик Юрій Романович）（小說家、詩人。1962年—）
- 纳塔莉亚·沃罗日比特（劇作家。1975年—）
- 奥列西·乌里扬年科（小說家。1962年—2010年）
- 卡特琳娜·卡莉特科（詩人、譯者。1982年—）
- 伊連娜·卡帕（烏克蘭語：Карпа Ірена Ігорівна）（小說家、歌手。1980年—）
- 安德烈·库尔科夫（小說家。1961年—）
- 莉娜·科斯滕科（詩人、作家。1930年—）
- 奧克薩娜·扎布日科（小說家、詩人、評論家。1960年—）
- 謝爾蓋·扎丹（小說家、詩人。1974年—）
- 博赫丹·若尔达克（剧作家。1948年—2018年）
- 伊琳娜·日連科（烏克蘭語：Жиленко Ірина Володимирівна）（詩人、兒童文學作家、記者。1941年—2013年）
- 奧斯塔普·斯利溫斯基（烏克蘭語：Сливинський Остап Тарасович）（詩人、譯者、評論家。1978年—）
- 尤里·塔爾納夫斯基（烏克蘭語：Юрій Тарнавський）（詩人。1934年—）
- 阿爾特姆·切赫（烏克蘭語：Артем Чех）（作家。1985年—）
- 阿爾特姆·查帕伊（烏克蘭語：Артем Чапай）（作家、譯者、記者。1981年—）
- 盧布科·德雷什（烏克蘭語：Любко Дереш）（小說家。1984年—）
- 拉里莎·德尼森科（烏克蘭語：Денисенко Лариса Володимирівна）（作家、人權運動者。1973年—）
- 索洛米婭·帕夫利奇科（烏克蘭語：Павличко Соломія Дмитрівна）（作家、評論家、譯者。1958年—1999年）
- 葉夫亨·帕什科夫斯基（烏克蘭語：Євген Пашковський）（小說家。1962年—）
- 羅克薩娜·哈爾丘克（烏克蘭語：Харчук Роксана Борисівна）（評論家、譯者、語言學家。1964年—）
- 米哈伊洛·布里尼克（小說家。1974年—）
- 斯维特拉娜·皮尔卡洛（譯者、記者。1976年—）
- 斯特潘·普羅秋克（烏克蘭語：Процюк Степан Васильович）（詩人、小說家、散文家。1964年—）
- 塔瑪拉·多羅娃（烏克蘭語：Тамара Гундорова）（評論家、評論家、語言學家。1955年—）
- 斯维特拉娜·波瓦利亚耶娃（詩人。1974年—）
- 萊斯·波德爾維揚斯基（烏克蘭語：Лесь Подерв'янський）（劇作家、藝術家。1952年—）
- 雅羅斯拉夫·波利修克（烏克蘭語：Поліщук Ярослав Олексійович）（評論家。1960年—）
- 魯斯蘭·霍羅維（烏克蘭語：Руслан Горовий）（記者。1976年—）
- 瓦西里·馬赫諾（烏克蘭語：Василь Махно）（詩人、散文家、評論家。1964年—）
- 特蒂亞娜·馬利亞爾丘克（烏克蘭語：Малярчук Тетяна Володимирівна）（小說家。1983年—）
- 雅羅斯拉夫·梅利尼克（烏克蘭語：Мельник Ярослав Йосипович）（作家、評論家。1959年—）

## 脚注